# Trigonostemon cherrieri
Trigonostemon cherrieri là một loài thực vật thuộc họ Euphorbiaceae. Đây là loài đặc hữu của New Caledonia.